# 1988 KB
1988 KB är en asteroid i huvudbältet som upptäcktes den 19 maj 1988 av den amerikanska astronomen Eleanor F. Helin vid Palomarobservatoriet.
Asteroiden har en diameter på ungefär 7 kilometer.